# Joaquim Nunes Mexia
Joaquim Nunes Mexia (Mora, Mora, 14 de Janeiro de 1870 - Mora, Mora, 18 de Janeiro de 1941) foi um agricultor e político português.

## Família
Filho de João Luís das Ferrarias (Vendas Novas, Vendas Novas, 4 de Setembro de 1835 - ?) e de sua mulher (Mora, Mora, 28 de Fevereiro de 1861) Joaquina Eufrásia Nunes Mexia (Mora, Mora, 16 de Setembro de 1836 - ?).

## Biografia
Formou-se como Licenciado em Direito pela Faculdade de Direito da Universidade de Coimbra.
Dedicou-se a problemas agrários e à defesa dos interesses da sua classe, tendo sido e desempenhado, entre outros cargos, Presidente da Associação de Agricultura, Director do Banco de Fomento Agrícola, e Director da Junta Autónoma das Estradas.
Politicamente, começou por pertencer ao Partido Progressista, que chefiou em Mora, sua terra natal, durante a Monarquia, e pelo qual foi Presidente da respectiva Câmara Municipal e 41.º Governador Civil do Distrito de Évora entre 11 de Janeiro de 1908 e 25 de Junho de 1910. Com a Implantação do Regime Republicano, afastou-se da política até à constituição do Governo de Sidónio Pais. Aderiu, depois, à Ala Direita do Republicanismo, tendo sido eleito Deputado Sidonista pelo Círculo Eleitoral de Beja, de 1918 a 1919, e Deputado pelo Círculo Eleitoral de Évora pela União dos Interesses Económicos, de 1925 a 1926.
Com a Ditadura Nacional, no Governo presidido pelo General José Vicente de Freitas, ocupou o cargo de Ministro da Agricultura, onde presidiu treze meses, de 18 de Abril a 7 de Julho de 1928. Viria, ainda, a ser Procurador à Câmara Corporativa.
Foi um defensor do Regime Corporativo, sendo um dos devotados amigos de António de Oliveira Salazar. Presidiu a Comissões da União Nacional. Contribuiu monetariamente para instituições de beneficência e educação religiosa em Mora, Évora e Coruche.

## Casamento e descendência
Casou com Amália Rovisco Garcia (1866 - ?) de quem teve dois filhos, José Garcia Nunes Mexia, Oficial da Ordem Militar de Cristo a 3 de Janeiro de 1947, e João Garcia Nunes Mexia.